# 桔點圓魨
桔點圓魨為輻鰭魚綱魨形目四齒魨亞目四齒魨科的其中一種，為亞熱帶海水魚，分布於西大西洋區，從墨西哥至巴西西北部海域，棲息深度0-11公尺，本魚上側面褐色有大的深灰色到黑色斑點，下側有一個不規則的暗色到黑色的圓形斑點列，體長可達30公分，棲息於河口區、海灣，以貝類為食，生活習性不明，可做為食用魚。

## 扩展阅读
維基物種上的相關：桔點圓魨